# حزب العمال (جمهورية أيرلندا)
حزب العمال (بالإنجليزية: Labour Party)‏ هو حزب سياسي أيرلندي، أسس في 1912، يقع مقره في دبلن، ومن مؤسسيه جيمس كونولي.

## أعضاء بارزون
- كود سباركل
- تحديث القائمة

- مايكل دانييل هيجينز (1968 - 2011)
- ماري روبنسون
- James Larkin (1941 - )
- Eamon Gilmore
- جو هيغينز
- Conor Cruise O’Brien
- Ruairi Quinn
- Dick Spring
- جوان بيرتون
- Brendan Howlin